# Sandoleyre
La Sandoleyre est une rivière du canton de Vaud, en Suisse. Elle rejoint l'Aubonne sur la commune de Montherod, dans le lac de retenue de La Vaux. Ce lac est situé au cœur de l'Arboretum national du vallon de l'Aubonne.

## Hydronymie
L'origine du nom est incomplète. Néanmoins, le nom peut être décomposé en deux parties : sand- et -oleyre. Pour la seconde partie, le nom tire une origine commune à l'Oulaire nommée aussi Oleyre et serait issu de l'ancien français ole, lui-même issu du latin olla désignant une marmite. Le nom de la rivière serait donc à comprendre de manière métaphorique en référence à son vallon très encaissé comme une marmite, ce qui est le cas du vallon Le Dérupeau dans lequel coule la rivière.

## Parcours
La Sandoleyre est une rivière de 3,01 km de long qui naît sur la commune d'Aubonne, entre le hameau de La Fouly au nord et Le Courtillet au sud, de la confluence du ruisseau des Rottières venant de Saint-Oyens et du ruisseau des Chaux venant d'Essertines-sur-Rolle. La rivière coule en direction du nord est. Après une dizaine de mètres, elle entre sur la commune de Montherod sur laquelle elle restera jusqu'à sa confluence dans l'Aubonne. Elle forme rapidement un vallon escarpé qui se nomme Le Dérupeau après le hameau Les Ursins. Ce vallon est intégralement dans la forêt. Elle conflue dans le lac de retenue de La Vaux sur l'Aubonne.

## Faune
La présence de truite fario est attestée. En 2014, le service d'inspection de la pêche du Canton de Vaud en a recensé la capture de 53 individus.